# بازاریابی مقاله‌ای
بازاریابی با مقاله‌نویسی، نوعی از تبلیغات است که در آن کارکنان یک کسب و کار دربارهٔ خودشان مقاله‌های کوتاه ایجاد می‌کنند که همزمان که اطلاعات ارزشمند علمی ارائه می‌کنند، شرکت خودشان را هم به صورت پنهان یا آشکار تبلیغ می‌کنند.

## بازاریابی سنتی مقاله‌ای
بازاریابی مقاله‌ای از زمانی که تولید انبوه روزنامه‌ها شروع شد، به وسیله متخصصان بازاریابی مورد استفاده قرار گرفت. یک کسب و کار برای روزنامه محتوا ایجاد می‌کند؛ مثلاً: موضوع مقاله می‌تواند در فصل مالیات‌گیری مربوط به ممیزی‌های مالیاتی باشد. روزنامه ممکن است از مقاله استفاده کند و اطلاعات تماس کسب و کار را روی آن قرار بدهد. روزنامه‌ها و رسانه‌های سنتی بودجه محدودی برای تولید محتوا دارند و این بخش‌های مقالات برای آن‌ها درآمدزا است.

## بازاریابی مقاله‌ای در اینترنت
بازاریابی مقاله در اینترنت برای ارتقاء تخصص نویسنده‌ها در بازاریابی آن‌ها، محصولات و سرویس‌ها به وسیله دایرکتوری مقالات کاربرد دارد. دایرکتوری مقالات همراه با رتبه گوگل خوب، می‌تواند کاربران زیادی را برای سایت فراهم کند و اعتبار سایت را در موتورهای جستجو برای افزایش ترافیک سایت بالا ببرد. این دایرکتوری به افزایش اعتبار سایت در رتبه‌بندی‌ها کمک می‌کند. به علاوه ترافیک را از سمت خوانندگان به سایت شما می‌کشاند. مقالات و دایرکتوری مقالات برای موتورهای جستجو جذاب هستند؛ زیرا دارای محتوای غنی‌ای هستند. هر دو راهنمای گوگل برای مدیران سایت و تحلیل‌های افرادی که در تیم مدیریت اسپم گوگل هستند(Matt Cutts) گفته‌اند: استراتژی تولید محتوا و ایجاد دایرکتوری‌ها به مانند بک‌لینک برای سایت شما عمل می‌کند.
دارندگان تجارت، بازاریابان و کارآفرینان برای رسیدن به بالاترین نتایج در بازاریابی مقاله‌ای، مقالاتشان را در دایرکتوری‌های متفاوتی قرار می‌دهند. به هرحال، عمدهٔ موتورهای جستجو محتواهای دوتایی یا چند بار تولید شده را فیلتر می‌کنند تا در نتایج جستجوی گوگل، یک نوشته چندبار ظاهر نشود. بعضی از بازاریابان با تغییراتی در مقالات، سعی در دور زدن این فیلترها دارند؛ که به این کار چرخش مقاله یا article spinning گفته می‌شود؛ این مقاله از نظر تئوری می‌تواند بازدیدکنندگان را از طریق چند دایرکتوری مختلف بدست آورد.
بیشتر بازاریابی اینترنت و بهینه‌سازی برای موتورهای جستجو نیاز به یک دامنه، یک فضا و بودجه برای ارتقای کار خود دارند. به هر حال، بازاریابی مقاله‌ای که از دایرکتوری‌های مختلف برای مقاله‌ها استفاده می‌کند، می‌تواند به صورت رایگان ترافیک زیادی را از طریق موتورهای جستجو به سمت سایت شما بکشاند. بازاریابی با مقاله باعث افزایش اعتبار سایت شما خواهد شد.
شاید بتوان گفت هدف اصلی دربارهٔ بازاریابی مقاله‌ای این است که موتورهای جستجو بازدید را به سمت سایت شما بکشانند؛ بنابراین یک نویسنده می‌تواند قدرت خودش را تقویت کند و در زمینه کاریش تأثیرگذار باشد؛ در حالی که دارد برای افزایش ترافیک سایت خودش نفوذ نیز می‌کند. کلید بازاریابی با مقاله این است که نویسنده باید برای مقالاتش ارزش ایجاد کند؛ نه فقط به دنبال ارتقاء سایتش، محصولاتش و سرویس‌هایش باشد.